# 29827 Chrisbennett
29827 Chrisbennett è un asteroide della fascia principale. Scoperto nel 1999, presenta un'orbita caratterizzata da un semiasse maggiore pari a 2,675508 UA e da un'eccentricità di 0,103267, inclinata di 5,689000° rispetto all'eclittica. Ha un diametro di 6,357 km.